# 璜·埃斯皮諾薩
璜·埃斯皮諾薩（1985年6月1日—）是一名阿根廷曲棍球運動員，曾代表國家參加2012年倫敦奧運的男子曲棍球比賽，並未獲得獎牌。